# Mesitornis unicolor
Mesitornis unicolor е вид птица от семейство Mesitornithidae. Видът е световно застрашен, със статут Уязвим.

## Разпространение
Видът е разпространен в Мадагаскар.